# Deinbollia calophylla
Deinbollia calophylla là một loài thực vật có hoa trong họ Bồ hòn. Loài này được Gilg & Dinkl. ex Radlk. mô tả khoa học đầu tiên năm 1932.